# 록 암 링

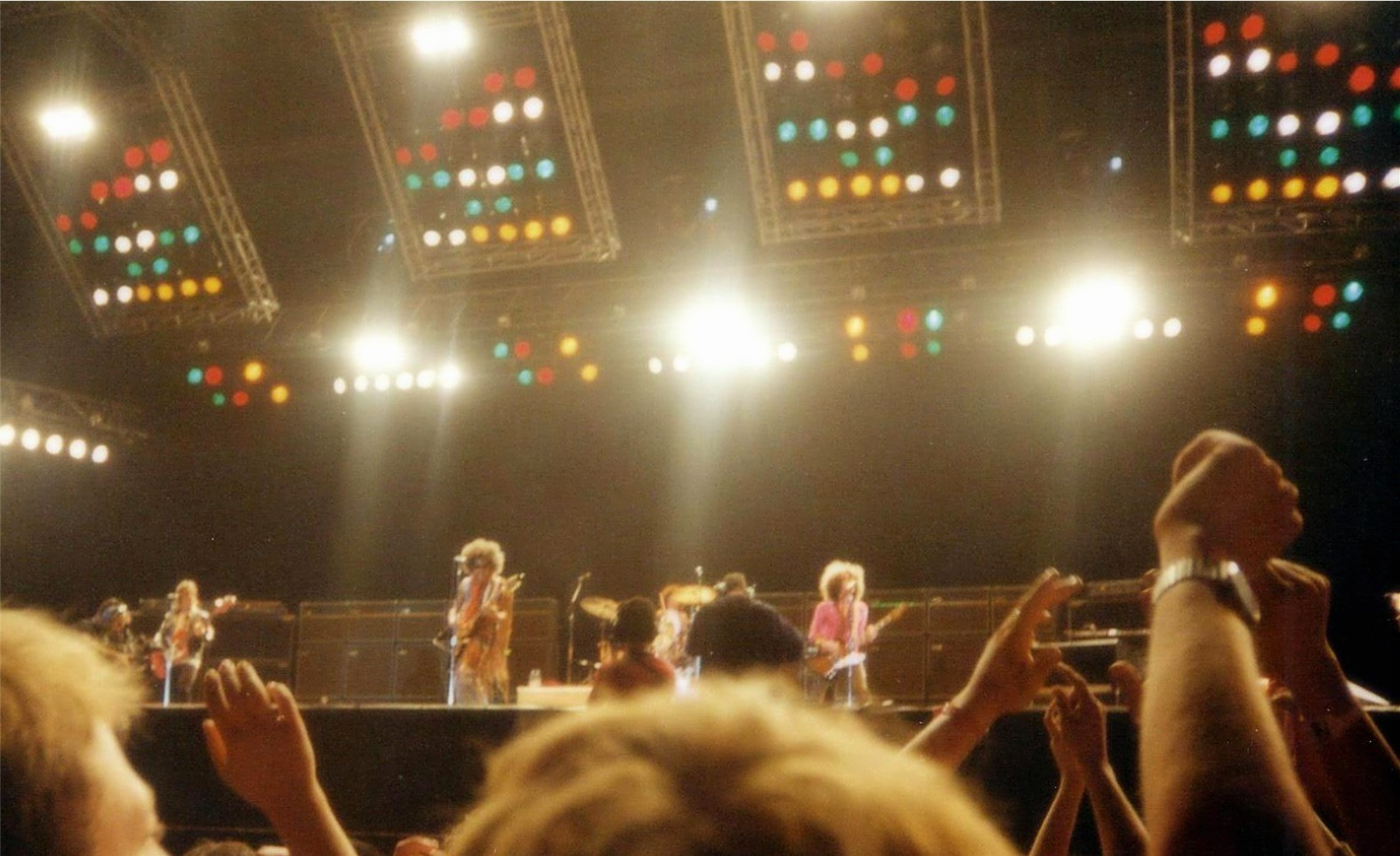
2002년 레니 크라비츠

록 암 링(독일어: Rock am Ring)은 독일에서 열리는 록 페스티벌이다. 다른 이름으로 록 앳 더 링(Rock at the Ring)이라고 한다. 독일의 음악 축제 중에는 가장 크며 공식 기록으로 2007년에 15만 명의 관객이 찾아 유럽 내에서도 큰 음악 축제 중의 하나이다.
동시기에 개최되는 록 임 파크(독일어: Rock im Park, 영어: Rock in the Park)는 동음악제의 스핀오프로서 1993년에 오스트리아 빈에서 처음 개최되었고 그 후에 뮌헨에서도 개최되었다. 1997년 이후에는 장소를 프랑켄슈타디온으로 옮겨서 행해지고 있다. 단, 2006년에는 W배준비관계로 인해 10월에 개최되었다. 2010년에 관객 60,500명을 동원했다.

## 개요

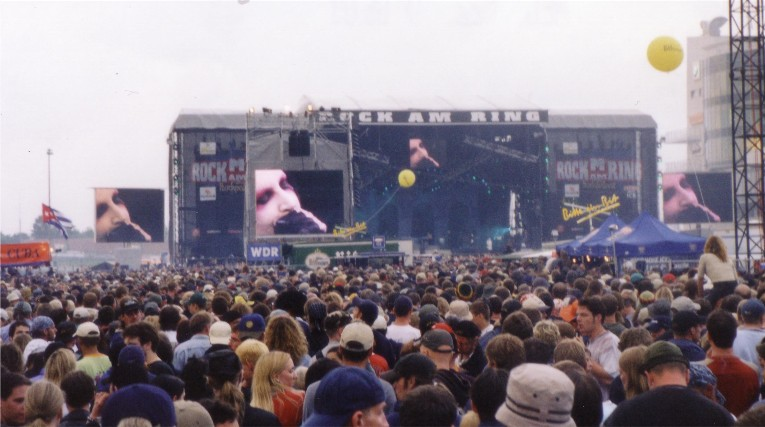
2003년 마릴린 맨슨

공연장은 두 곳이 있는데, 록 암 링(Rock am Ring)은 뉘르부르크링(Nürburgring)에 있으며, 록 임 파크(Rock im Park)는 뉘른베르크(Nürnberg)에 있다. 1985년부터 개최됐다. 그러나 1988년부터 관객의 수가 7만명을 넘기 시작하며 공연장의 확장이 필요했기 때문에 해마다 개최하기가 어려워졌다. 1991년부터 공연장을 확장해 정상적인 공연을 할 수 있게 되었다. 1989년에는 베를린 장벽의 붕괴로 개최되지 못했고 1990년에는 공연장 확장 공사로 개최되지 못했다.

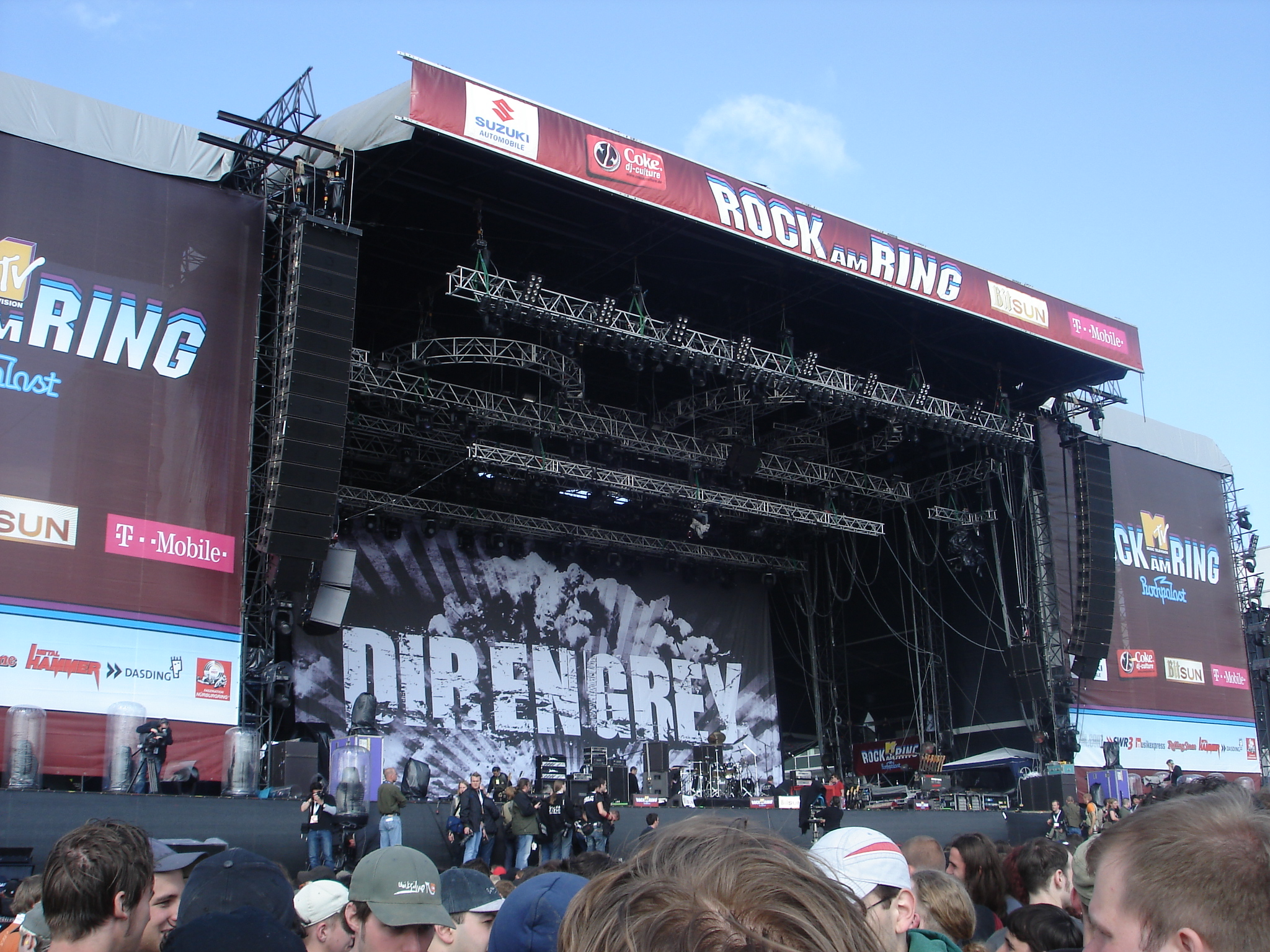
2006년 디르 앙 그레이

록 암 링 페스티벌에 참가하는 밴드의 주요 장르는 얼터너티브 록, 펑크 록, 메탈 등이 있으며 록 밴드 형식을 갖춘 가수도 참여할 수 있다.